# Senado Estatal de California
El Senado Estatal de California es la cámara alta de la Legislatura Estatal de California. El Senado cuenta con 40 miembros. La legislatura estatal se reúne en Sacramento.  El Teniente Gobernador es ex officio Presidente del Senado. 
Antes de 1968, los distritos del Senado Estatal eran repartidos de tal forma que cada condado recibía un senador estatal. Esto provocó que el Condado de Los Ángeles, con 6 millones de residentes en 1968, recibiera 600 veces menos representación que los residentes del Condado de Alpine y el Condado de Calaveras, uno de los condados más despoblados de California. La decisión federal Reynolds v. Sims por la Corte Suprema de los Estados Unidos obligó que todos los Estados igualaran los distritos con la misma población. Como tal, los límites se modificaron de tal manera que la igualdad de representación se proporcionó.
Los senadores sirven en un término de cuatro años. Los términos de los senadores son escalonados a fin de que la mitad de los miembros sean elegidos cada dos años. Los senadores que representan a los números impares son los distritos elegidos uniformemente en los años divisibles por cuatro. Los Senadores de los números pares son elegidos en el intervalo los años pares. Los senadores se limitan a dos mandatos.
Cada senador representa aproximadamente 846,791 californianos, en la cual es aproximadamente entre 639,088 en cada de los distritos congresionales de California.

## Senadores
Véase: 
- Legislatura Estatal de California, Sesión 2007-2008
- Legislatura Estatal de California, Sesión 2005-2006
- Legislatura Estatal de California, Sesión 2003-2004
- Legislatura Estatal de California, Sesión 2001-2002
- Legislatura Estatal de California, Sesión 1999-2000

## Actual composición
| Afiliación | Afiliación          | Miembros |
|            | Partido Demócrata   | 32       |
|            | Partido Republicano | 8        |
|            | Vacantes            | 0        |
| Total      | Total               | 40       |
| Mayoría    | Mayoría             | 10       |